# مقاطعة باكستر (أركنساس)
مقاطعة باكستر (بالإنجليزية: Baxter County)‏ هي إحدى مقاطعات ولاية أركنساس في الولايات المتحدة الأمريكية.